# Хевън енд Хел
Heaven & Hell е бивша хевиметъл група в град Лос Анджелис, щата Калифорния, САЩ.
Групата е съвместен проект на членовете на групата Black Sabbath Тони Айоми и Гийзър Бътлър заедно с по-рано напусналите я Рони Джеймс Дио и Вини Апис.
Четиримата формират състава на Sabbath в периода 1980–1982 г. и 1991–1992 г. След като се събират, те записват три нови песни за компилационния албум Black Sabbath: The Dio Years. Айоми, който държи правата върху името Black Sabbath, решава да нарече тур групата Heaven & Hell, за да се разграничава проектът от Sabbath с Ози Озбърн. Наименованието е заимствано от първия албум с Дио – Heaven and Hell.

## История

### Формиране (2005–2006)
През октомври 2005 г. в интервю за списание „Masters of Rock“, Рони Джеймс Дио казва, че иска отново да работи с Тони Айоми. Той заявява, че две песни са записани за Black Sabbath: The Dio Years. Имената на Гийзър Бътлър и Бил Уорд биват спрягани за останалите участници в проекта. Неговото име е Heaven & Hell, за да се различава от Black Sabbath на Ози Озбърн, която тогава е в застой. Бил Уорд отказва да участва в проекта поради музикални различия. Той бива заместен от Вини Апис, който го замества и по средата на турне през 1980 г., и впоследствие остава в Sabbath в периода 1980–1982 г.

### The Devil You Know (2007–2009)
След турнето през 2007 г., членовете на групата се разделят. Дио планира да се завърне в едноименната си група, за да продуцира Magica II и Magica III – продължения на Magica, а Апис се връща към 3 Legged Dogg. През 2008 г. решават да продължат дейността си и да запишат албум. През август 2008 г. участват на Metal Masters Tour заедно с Judas Priest, Motörhead и Testament.
На 28 април 2009 г. излиза албума The Devil You Know, съдържащ и сингъла „Bible Black“. Последва турне в подкрепа на албума, Bible Black Tour, което продължава от 5 до 29 август 2009 г. Групата участва и на Sweden Rock Festival, Hellfest във Франция, Wâldrock Festival в Холандия, Wacken Open Air и Sonisphere Festival в Англия.

### Заболяването на Дио и разпадане (2009–2010)
През ноември 2009 г. Рони Джеймс Дио е диагностициран с рак на стомаха. Прогнозите са обещаващи и групата решава да излезе в почивка, докато се възстанови певеца. Групата е трябвало да подгрява Iron Maiden в Европа през юли и август, но това е отменено на 4 май. Дио умира на 16 май 2010 г. в 7:45 ч., на 67-годишна възраст.
Останалите от групата решават да направят един последен концерт, в чест на Дио на High Voltage Festival на 24 юли 2010 г. с двама гост вокалисти. Бившият на Black Sabbath и Deep Purple Глен Хюз и Йорн Ланде от Masterplan. Фил Анселмо от Pantera и Down взима участие в песента „Neon Knights“.

## Състав
| - Рони Джеймс Дио – вокали, клавиши (2006–2010) - Тони Айоми – китара (2006–2010) - Гийзър Бътлър – бас (2006–2010) - Вини Апис – барабани (2006–2010) |

## Дискография
| - The Devil You Know (2009) - Live from Radio City Music Hall (2007) - Neon Nights: 30 Years of Heaven & Hell (2010) - Bible Black (2009) - Follow The Tears (2009) |